# جهانبخش پازوکی
جهانبخش پازوکی (زادهٔ ۴ خرداد ۱۳۱۶) شاعر، ترانه‌سرا، آهنگ‌ساز، تنظیم‌کننده و نوازندهٔ ویولن ایرانی مقیم لس آنجلس است.
عشق درون‌مایه اصلی ترانه‌های وی است.

## زندگی
جهانبخش پازوکی در ۴ خرداد ۱۳۱۶ در شیراز متولد شد. نکته‌ای که شاید پازوکی را از دیگر آهنگسازان جدا می‌کند نوشتن شعر و آهنگ یک اثر است؛ کاری که در اکثر موارد به‌وسیله دو نفر انجام می‌گیرد. پازوکی در ۷ سالگی به‌علت علاقه فراوان به موسیقی وارد این عرصه شد و در ابتدا به یادگیری فلوت پرداخت. اما بعدها به‌صورت حرفه‌ای به فراگیری و نواختن ویولن پرداخت. پازوکی ابتدا به اصفهان رفت و در دبیرستان ادب یا همان کالج انگلیسی‌ها به ریاست حسین عریضی تحصیل کرد و با هوشمند عقیلی همکلاسی شد و در این شهر زیر نظر اساتیدی چون جلیل شهناز و تاج اصفهانی و عبدالحسین برازنده به فراگیری موسیقی پرداخت.
پازوکی همکاری خود در زمینهٔ شعر و آهنگسازی و نوازندگی را با خوانندگان مشهور ایرانی مانند اکبر گلپایگانی، مهستی و هایده ادامه داد و پس از انقلاب ۱۳۵۷ (۱۹۷۹)، همانند بسیاری از هنرمندان و موسیقی‌دان‌های ایرانی ترک میهن نمود و در سال ۱۳۶۵ (۱۹۸۶) ابتدا به بلژیک و بعد به ایالات متحده آمریکا مهاجرت کرد و اولین نوار آثار وی با صدای مهستی، هایده، ستار و معین از شرکت ترانه منتشر شد. همکاری او با خوانندگان پاپ ایرانی در لس آنجلس هم ادامه پیدا کرد. جهانبخش پازوکی تاکنون بیش از ۶۰۰ اثر از خود به جای گذاشته است.
او در سال ۲۰۰۵ به‌خاطر زحمات چندین‌ساله در موسیقی و هنر ایرانی و حفظ موسیقی اصیل ایرانی در خارج از ایران جایزه شیر بال‌دار طلایی آکادمی جهانی هنر، ادبیات و رسانه ایران را دریافت کرد.
بیشتر آهنگ‌های وی توسط منوچهر چشم‌آذر، کاظم عالمی، لقمان ادهمی و ناصر چشم‌آذر تنظیم شده است. وی دارای دو فرزند به نام‌های نیلوفر و نگار است.

## بزرگداشت
در ۱۵ سپتامبر ۲۰۱۱ بزرگداشتی برای جهانبخش پازوکی برگزار شد. در این بزرگداشت هنرمندانی مانند هوشمند عقیلی، ستار، امید، مرتضی، مارتیک، هلن و… حضور پیدا کرده و به اجرای بسیاری از آثار شاخص وی پرداختند. اجرای این برنامه برعهده مولود زهتاب و رهبری ارکستر این بزرگداشت را کاظم عالمی برعهده داشت.
همچنین هنرمندان برجسته‌ای چون داریوش اقبالی، انوشیروان روحانی، محمد حیدری و … در این برنامه به‌عنوان میهمان حضور داشتند.

## ترانه‌شناسی
| خواننده         | نام ترانه                             | ترانه‌سرا       | آهنگساز        | تنظیم کننده     | سال  | توضیحات              |
| --------------- | ------------------------------------- | -------------- | -------------- | --------------- | ---- | -------------------- |
| افشین مقدم      | مسافر                                 | جهانبخش پازوکی | جهانبخش پازوکی | ناصر چشم‌آذر     | ۱۳۵۶ | آواز دشتی            |
| افشین مقدم      | آخرین طبیب                            | جهانبخش پازوکی | جهانبخش پازوکی | جهانبخش پازوکی  |      | بیات اصفهان          |
| اکبر گلپایگانی  | چرا عاشق نباشم                        | جهانبخش پازوکی | جهانبخش پازوکی | جهانبخش پازوکی  |      | سه‌گاه                |
| اکبر گلپایگانی  | درویش                                 | جهانبخش پازوکی | جهانبخش پازوکی | جهانبخش پازوکی  |      | شور                  |
| اکبر گلپایگانی  | موی سپید                              | جهانبخش پازوکی | جهانبخش پازوکی | جهانبخش پازوکی  |      | شور                  |
| اکبر گلپایگانی  | من تو را آسان نیاوردم به دست          | جهانبخش پازوکی | جهانبخش پازوکی | کاظم عالمی      | ۱۳۷۵ | شور                  |
| امید            | هر دو عاشق                            | جهانبخش پازوکی | جهانبخش پازوکی | کاظم عالمی      | ۱۳۷۴ | شور                  |
| امید            | حضرت عشق                              | جهانبخش پازوکی | جهانبخش پازوکی | منوچهر چشم‌آذر   | ۱۳۷۵ | شور                  |
| امید            | حرف نگفته                             | جهانبخش پازوکی | جهانبخش پازوکی | کاظم عالمی      | ۱۳۷۵ | بیات اصفهان          |
| امید            | فرمان عشق                             | جهانبخش پازوکی | جهانبخش پازوکی | منوچهر چشم‌آذر   | ۱۳۷۶ |                      |
| امید            | سربلند                                | جهانبخش پازوکی | جهانبخش پازوکی | ران باکنو       | ۱۳۷۸ |                      |
| امید            | عرضم به حضورت                         | جهانبخش پازوکی | حسن شماعی‌زاده  | صادق نوجوکی     | ۱۳۷۸ |                      |
| امید            | دلخوشی                                | جهانبخش پازوکی | جهانبخش پازوکی | مومن سالار      | ۱۳۷۸ |                      |
| امید            | خانه بی‌سقف                            | علیرضا میبدی   | جهانبخش پازوکی | عارف شکوری      | ۱۳۹۲ |                      |
| امید            | ناامیدی هرگز                          | جهانبخش پازوکی | جهانبخش پازوکی | مجید رضازاده    | ۱۳۹۸ |                      |
| بهرام فروهر     | مگه تموم عمر چند تا بهاره             | جهانبخش پازوکی | جهانبخش پازوکی | کاظم عالمی      |      |                      |
| پوران           | لج و لجبازی                           | جهانبخش پازوکی | جهانبخش پازوکی | ناصر چشم‌آذر     |      |                      |
| پوران           | نشناخته                               | جهانبخش پازوکی | جهانبخش پازوکی | ناصر چشم‌آذر     |      |                      |
| پوران           | راستی چه زود می‌گذره                   | جهانبخش پازوکی | جهانبخش پازوکی | راب شیراک       |      |                      |
| پوران           | وای چه بلائی ای دل                    | جهانبخش پازوکی | جهانبخش پازوکی | راب شیراک       |      |                      |
| پوران           | ویرون بشی ای دل                       | جهانبخش پازوکی | جهانبخش پازوکی | محمد اوشال      |      |                      |
| پوران           | اشکم دونه دونه                        | جهانبخش پازوکی | جهانبخش پازوکی | محمد اوشال      |      | آواز ابوعطا          |
| پوران           | غوغای هستی                            | جهانبخش پازوکی | جهانبخش پازوکی | محمد اوشال      |      | آواز ابوعطا          |
| پویا            | قطره باران                            | جهانبخش پازوکی | جهانبخش پازوکی | کاظم عالمی      | ۱۳۷۸ |                      |
| پویا            | خاطرات                                | جهانبخش پازوکی | جهانبخش پازوکی | کاظم عالمی      | ۱۳۷۸ |                      |
| پویا            | فکرشو نکن                             | مسعود فردمنش   | جهانبخش پازوکی | منوچهر چشم‌آذر   | ۱۳۷۸ |                      |
| پویا            | خداحافظی                              | نیره فروتن     | جهانبخش پازوکی | کاظم عالمی      | ۱۳۷۸ |                      |
| پویا            | اولین عشق                             | نیره فروتن     | جهانبخش پازوکی | منوچهر چشم‌آذر   | ۱۳۷۸ |                      |
| پویا            | غروب ساحل                             | جهانبخش پازوکی | جهانبخش پازوکی | کاظم عالمی      | ۱۳۷۸ |                      |
| پویا            | غریبانه                               | نیره فروتن     | جهانبخش پازوکی | منوچهر چشم‌آذر   | ۱۳۸۱ |                      |
| پویا            | عهدشکن                                | جهانبخش پازوکی | جهانبخش پازوکی | امیر بدخش       | ۱۳۸۱ |                      |
| پویا            | هدیه                                  | جهانبخش پازوکی | منوچهر چشم‌آذر  | منوچهر چشم‌آذر   | ۱۳۸۱ |                      |
| پویا            | مام وطن                               | نیره فروتن     | جهانبخش پازوکی | کاظم عالمی      | ۱۳۸۱ |                      |
| پویا            | مام وطن (پیانو)                       | نیره فروتن     | جهانبخش پازوکی | هویک واسکانیان  | ۱۳۸۱ |                      |
| پویا            | مهربون باش                            | جهانبخش پازوکی | جهانبخش پازوکی | عماد شکوری      | ۱۳۹۲ |                      |
| جهان            | غربت اجباری                           | جهانبخش پازوکی | جهانبخش پازوکی | کاظم عالمی      |      |                      |
| جهان            | جاده عشق                              | جهانبخش پازوکی | جهانبخش پازوکی | کاظم عالمی      |      |                      |
| جهان            | گناهم را ببخش                         | جهانبخش پازوکی | جهانبخش پازوکی | کاظم عالمی      |      |                      |
| جهان            | عاشق شدن فایده نداره                  | جهانبخش پازوکی | جهانبخش پازوکی | کاظم عالمی      |      | بیات اصفهان          |
| حسن شماعی‌زاده   | طلای کاغذی                            | جهانبخش پازوکی | جهانبخش پازوکی | ناصر چشم‌آذر     | ۱۳۵۶ |                      |
| حمیرا           | ده بهار                               | جهانبخش پازوکی | جهانبخش پازوکی | کاظم عالمی      | ۱۳۶۹ |                      |
| حمیرا           | بذار عاشقت باشم                       | جهانبخش پازوکی | جهانبخش پازوکی | کاظم عالمی      | ۱۳۶۹ | سه‌گاه                |
| حمیرا           | در جستجو                              | جهانبخش پازوکی | جهانبخش پازوکی | منوچهر چشم‌آذر   | ۱۳۷۲ |                      |
| حمیرا           | ای بخت                                | جهانبخش پازوکی | جهانبخش پازوکی | کاظم عالمی      | ۱۳۷۳ |                      |
| حمیرا           | سرنوشت                                | جهانبخش پازوکی | جهانبخش پازوکی | کاظم عالمی      | ۱۳۷۷ |                      |
| حمیرا           | دو عاشق                               | جهانبخش پازوکی | جهانبخش پازوکی | کاظم عالمی      | ۱۳۷۷ |                      |
| حمیرا           | بهار زندگی                            | جهانبخش پازوکی | جهانبخش پازوکی | جهانبخش پازوکی  | ۱۳۵۳ |                      |
| حمیرا           | وقتی که تو رفتی                       | جهانبخش پازوکی | جهانبخش پازوکی | مجتبی میرزاده   | ۱۳۵۶ | سه‌گاه                |
| حمیرا           | وای وای                               | جهانبخش پازوکی | جهانبخش پازوکی | جهانبخش پازوکی  | ۱۳۵۷ |                      |
| دلارام          | هجرت                                  | جهانبخش پازوکی | جهانبخش پازوکی | منوچهر چشم‌آذر   |      |                      |
| راشید           | ما عاشقتیم اما                        | جهانبخش پازوکی | جهانبخش پازوکی | منوچهر چشم‌آذر   |      |                      |
| رامش            | لب دریا                               | جهانبخش پازوکی | جهانبخش پازوکی | ناصر چشم‌آذر     |      |                      |
| ستار            | نارفیق                                | جهانبخش پازوکی | جهانبخش پازوکی | منوچهر چشم‌آذر   | ۱۳۶۶ |                      |
| ستار            | بی‌نظیر                                | جهانبخش پازوکی | جهانبخش پازوکی | منوچهر چشم‌آذر   | ۱۳۷۰ |                      |
| ستار            | پناه                                  | جهانبخش پازوکی | جهانبخش پازوکی | کاظم عالمی      | ۱۳۷۳ |                      |
| ستار            | دیگه نکن گریه                         | جهانبخش پازوکی | جهانبخش پازوکی | منوچهر چشم‌آذر   | ۱۳۷۴ |                      |
| ستار            | عاشق میمونیم                          | جهانبخش پازوکی | جهانبخش پازوکی | منوچهر چشم‌آذر   | ۱۳۷۴ |                      |
| ستار            | بی عشق هرگز                           | جهانبخش پازوکی | جهانبخش پازوکی | منوچهر چشم‌آذر   | ۱۳۷۴ |                      |
| ستار            | گریه                                  | جهانبخش پازوکی | جهانبخش پازوکی | منوچهر چشم‌آذر   | ۱۳۸۰ |                      |
| شکیلا           | ارثیه‌های عاطفی                        | جهانبخش پازوکی | جهانبخش پازوکی | کاظم عالمی      | ۱۳۷۶ | آواز دشتی            |
| شکیلا           | بی یار مائیم                          | جهانبخش پازوکی | جهانبخش پازوکی | منوچهر چشم‌آذر   | ۱۳۷۶ | آواز افشاری          |
| شکیلا           | ردای عاشقی                            | جهانبخش پازوکی | جهانبخش پازوکی | کاظم عالمی      | ۱۳۷۶ |                      |
| شکیلا           | قناری                                 | جهانبخش پازوکی | جهانبخش پازوکی | منوچهر چشم‌آذر   | ۱۳۷۶ |                      |
| شکیلا           | زندگی                                 | جهانبخش پازوکی | جهانبخش پازوکی | کاظم عالمی      | ۱۳۷۶ |                      |
| شکیلا           | مرغک خیال                             | جهانبخش پازوکی | جهانبخش پازوکی | کاظم عالمی      | ۱۳۷۸ |                      |
| شکیلا           | بانی عالم                             | نیره فروتن     | جهانبخش پازوکی | کاظم عالمی      | ۱۳۷۹ |                      |
| شکیلا           | صبوری                                 | جهانبخش پازوکی | جهانبخش پازوکی | علیرضا توانگر   | ۱۳۸۴ |                      |
| شکیلا           | بی یار مائیم (بازخونی)                | جهانبخش پازوکی | جهانبخش پازوکی | علیرضا توانگر   | ۱۴۰۲ |                      |
| شورانگیز        | مهر سکوت                              | جهانبخش پازوکی | جهانبخش پازوکی | کاظم عالمی      |      |                      |
| شورانگیز        | حریم راز                              | جهانبخش پازوکی | جهانبخش پازوکی | منوچهر چشم‌آذر   |      |                      |
| شورانگیز        | منت                                   | جهانبخش پازوکی | جهانبخش پازوکی | منوچهر چشم‌آذر   |      |                      |
| شورانگیز        | باغ غزل                               | جهانبخش پازوکی | جهانبخش پازوکی | کاظم عالمی      |      |                      |
| شورانگیز        | ساحل و دریا                           | جهانبخش پازوکی | جهانبخش پازوکی | منوچهر چشم‌آذر   |      |                      |
| شورانگیز        | مادر                                  | جهانبخش پازوکی | جهانبخش پازوکی | کاظم عالمی      |      |                      |
| شهلا سرشار      | اعتراف                                | جهانبخش پازوکی | جهانبخش پازوکی | کاظم عالمی      |      |                      |
| شهلا سرشار      | گشت                                   | جهانبخش پازوکی | جهانبخش پازوکی | کاظم عالمی      |      |                      |
| شهلا سرشار      | عاشقانه با دلم رفتار کن               | جهانبخش پازوکی | جهانبخش پازوکی | کاظم عالمی      |      |                      |
| شهلا سرشار      | کهنه شراب                             | جهانبخش پازوکی | جهانبخش پازوکی | کاظم عالمی      |      |                      |
| شهلا سرشار      | میگذره                                | امیل           | جهانبخش پازوکی | کاظم عالمی      |      |                      |
| شهرام شب‌پره     | لجباز                                 | جهانبخش پازوکی | جهانبخش پازوکی | آندرانیک        |      |                      |
| شهرام صولتی     | آهو خانم                              | جهانبخش پازوکی | کاظم عالمی     | کاظم عالمی      | ۱۳۶۸ |                      |
| شهرام صولتی     | ایمان                                 | جهانبخش پازوکی | جهانبخش پازوکی | کاظم عالمی      | ۱۳۷۵ |                      |
| شهرام صولتی     | قشنگ خانوم                            | جهانبخش پازوکی | جهانبخش پازوکی | کاظم عالمی      | ۱۳۷۵ | آواز افشاری          |
| شهرام صولتی     | موی سپید                              | جهانبخش پازوکی | جهانبخش پازوکی | عماد شکوری      | ۱۴۰۲ | بازخونی از آهنگ گلپا |
| شهرام کاشانی    | حسود                                  | جهانبخش پازوکی | جهانبخش پازوکی | دیوید بتسامو    |      |                      |
| شهریار سعیدی    | لحظهٔ وداع                             | جهانبخش پازوکی | جهانبخش پازوکی | منوچهر چشم‌آذر   |      |                      |
| طوفان           | خدای آسمون‌ها                          | جهانبخش پازوکی | طوفان          | ناصر چشم‌آذر     |      |                      |
| عارف            | وای وای ز نگاهت                       | جهانبخش پازوکی | جهانبخش پازوکی | واروژان         | ۱۳۴۹ |                      |
| عارف            | برای خنده تو (اشک بلور)               | جهانبخش پازوکی | جهانبخش پازوکی | واروژان         | ۱۳۴۹ |                      |
| عارف            | حالا حالاها آرزو دارم(پیری)           | جهانبخش پازوکی | جهانبخش پازوکی | واروژان         | ۱۳۵۱ |                      |
| عارف            | اینکه رسمش نمیشه                      | جهانبخش پازوکی | جهانبخش پازوکی | جهانبخش پازوکی  | ۱۳۵۱ |                      |
| عارف            | اسفند دونه دونه                       | جهانبخش پازوکی | جهانبخش پازوکی | واروژان         | ۱۳۵۱ |                      |
| عارف            | زندگی، زندگی                          | جهانبخش پازوکی | جهانبخش پازوکی | واروژان         | ۱۳۵۱ |                      |
| عارف            | آی شانس بسوزی                         | جهانبخش پازوکی | جهانبخش پازوکی | ناصر چشم‌آذر     | ۱۳۵۳ |                      |
| عارف            | گل گلخونه                             | جهانبخش پازوکی | جهانبخش پازوکی | منوچهر چشم‌آذر   | ۱۳۶۹ |                      |
| عارف            | حالا حالاها آرزو دارم(پیری) (بازخونی) | جهانبخش پازوکی | جهانبخش پازوکی | منوچهر چشم‌آذر   | ۱۳۷۲ |                      |
| عارف            | منو محتاج کردی                        | جهانبخش پازوکی | جهانبخش پازوکی | منوچهر چشم‌آذر   | ۱۳۷۵ |                      |
| علی زند وکیلی   | غروب کوهستان                          | جهانبخش پازوکی | جهانبخش پازوکی | علی روحانی      |      | آواز دشتی            |
| علیرضا افتخاری  | عاشق شدن                              | جهانبخش پازوکی | جهانبخش پازوکی | بهنام خدارحمی   |      | بیات اصفهان          |
| فتانه           | بار سفر                               | جهانبخش پازوکی | جهانبخش پازوکی | منوچهر چشم‌آذر   |      |                      |
| فتانه           | جستجو                                 | جهانبخش پازوکی | جهانبخش پازوکی | منوچهر چشم‌آذر   |      |                      |
| فرزین           | پس چرا من نرقصم                       | جهانبخش پازوکی | جهانبخش پازوکی | ناصر چشم‌آذر     | ۱۳۵۶ |                      |
| فرزین           | رطب                                   | جهانبخش پازوکی | جهانبخش پازوکی | ناصر چشم‌آذر     | ۱۳۶۳ |                      |
| فرزین           | گریه نکن                              | جهانبخش پازوکی | جهانبخش پازوکی | ناصر چشم‌آذر     | ۱۳۶۳ |                      |
| فرزین           | هم‌نفس                                 | جهانبخش پازوکی | جهانبخش پازوکی | ناصر چشم‌آذر     | ۱۳۶۳ |                      |
| فرزین           | پرسپولیس                              | جهانبخش پازوکی | جهانبخش پازوکی | مجتبی میرزاده   | ۱۳۶۳ |                      |
| فرزین           | باور نکردی                            | جهانبخش پازوکی | جهانبخش پازوکی | ناصر چشم‌آذر     | ۱۳۶۳ |                      |
| فرزین           | خاکستر                                | جهانبخش پازوکی | جهانبخش پازوکی | ناصر چشم‌آذر     | ۱۳۶۳ |                      |
| فرزین           | یا رب                                 | جهانبخش پازوکی | جهانبخش پازوکی | مجتبی میرزاده   | ۱۳۶۵ |                      |
| فرزین           | اگه سوختیم                            | جهانبخش پازوکی | جهانبخش پازوکی | عارف ابراهیم‌پور | ۱۳۶۶ |                      |
| فرزین           | اسیر                                  | جهانبخش پازوکی | ترکی           | عارف ابراهیم‌پور | ۱۳۶۶ |                      |
| فرزین           | عشق من                                | جهانبخش پازوکی | جهانبخش پازوکی | منوچهر چشم‌آذر   | ۱۳۶۷ |                      |
| فرزین           | ناز گل                                | جهانبخش پازوکی | جهانبخش پازوکی | لقمان ادهمی     | ۱۳۶۷ |                      |
| فرزین           | جوونی                                 | جهانبخش پازوکی | جهانبخش پازوکی | لقمان ادهمی     | ۱۳۶۷ |                      |
| فرزین           | من بی تو می‌میرم                       | جهانبخش پازوکی | محمد شمس       | محمد شمس        | ۱۳۶۷ |                      |
| فرزین           | ونوس                                  | جهانبخش پازوکی | جهانبخش پازوکی | لقمان ادهمی     | ۱۳۶۷ |                      |
| فرزین           | تو کی هستی                            | جهانبخش پازوکی | جهانبخش پازوکی | لقمان ادهمی     | ۱۳۶۷ |                      |
| فرزین           | فرزند خوبم                            | جهانبخش پازوکی | جهانبخش پازوکی | جهانبخش پازوکی  | ۱۳۶۷ |                      |
| فرزین           | مهربون باش                            | جهانبخش پازوکی | جهانبخش پازوکی | منوچهر چشم‌آذر   | ۱۳۶۷ |                      |
| فرزین           | من و دل                               | جهانبخش پازوکی | جهانبخش پازوکی | ناصر چشم‌آذر     | ۱۳۶۸ |                      |
| فرزین           | درس‌ها را کجا خوندی                    | جهانبخش پازوکی | جهانبخش پازوکی | عارف ابراهیم‌پور | ۱۳۶۸ |                      |
| فرزین           | عشق                                   | جهانبخش پازوکی | جهانبخش پازوکی | عبدی یمینی      | ۱۳۶۹ |                      |
| فرزین           | دخترها و پسرها                        | جهانبخش پازوکی | جهانبخش پازوکی | عبدی یمینی      | ۱۳۶۹ |                      |
| فرزین           | گذشته‌های دور                          | جهانبخش پازوکی | جهانبخش پازوکی | ناصر چشم آذر    |      |                      |
| فرزین           | هوای یار                              | جهانبخش پازوکی | جهانبخش پازوکی | مجتبی میرزاده   |      |                      |
| فرزین           | قفس                                   | جهانبخش پازوکی | جهانبخش پازوکی | ناصر چشم‌آذر     |      |                      |
| فرزین           | ایرونی اسبتو زین کن                   | جهانبخش پازوکی | جهانبخش پازوکی | عبدی یمینی      |      |                      |
| فریدون فرهی     | گل کو گلاب کو                         | جهانبخش پازوکی | جهانبخش پازوکی | ناصر چشم‌آذر     |      |                      |
| کورس سرهنگ‌زاده  | عاشق شدن                              | جهانبخش پازوکی | جهانبخش پازوکی | ناصر چشم آذر    |      | بیات اصفهان          |
| گوگوش           | نامه‌هایم را بده                       | جهانبخش پازوکی | جهانبخش پازوکی | محمد اوشال      |      |                      |
| گوگوش           | چوب می‌زنی                             | جهانبخش پازوکی | جهانبخش پازوکی | جهانبخش پازوکی  |      |                      |
| گیتی پاشایی     | خودخواهی                              | جهانبخش پازوکی | جهانبخش پازوکی | ناصر چشم‌آذر     |      |                      |
| لیلا فروهر      | ویرون بشی ای دل                       | جهانبخش پازوکی | جهانبخش پازوکی | منوچهر چشم‌آذر   |      |                      |
| لیلا فروهر      | وای چه بلائی ای دل                    | جهانبخش پازوکی | جهانبخش پازوکی | منوچهر چشم‌آذر   |      |                      |
| مارتیک          | یک بار دیگه                           | جهانبخش پازوکی | جهانبخش پازوکی | منوچهر چشم‌آذر   | ۱۳۶۸ |                      |
| مارتیک          | عجب بهاریه                            | جهانبخش پازوکی | جهانبخش پازوکی | کاظم عالمی      | ۱۳۷۲ |                      |
| مارتیک          | به خدا نه                             | جهانبخش پازوکی | جهانبخش پازوکی | منوچهر چشم‌آذر   | ۱۳۷۲ |                      |
| مارتیک          | عزیزم زودتر                           | جهانبخش پازوکی | جهانبخش پازوکی | منوچهر چشم‌آذر   | ۱۳۷۲ |                      |
| مارتیک          | صدف و سنگ                             | جهانبخش پازوکی | جهانبخش پازوکی | کاظم عالمی      | ۱۳۷۲ |                      |
| مارتیک          | کم‌جرئت                                | جهانبخش پازوکی | جهانبخش پازوکی | منوچهر چشم‌آذر   | ۱۳۷۲ |                      |
| مارتیک          | صدای پا                               | جهانبخش پازوکی | جهانبخش پازوکی | منوچهر چشم‌آذر   | ۱۳۷۲ |                      |
| مارتیک          | یعنی چه                               | جهانبخش پازوکی | جهانبخش پازوکی | منوچهر چشم‌آذر   | ۱۳۷۵ |                      |
| مارتیک          | اهای آقای داماد                       | جهانبخش پازوکی | جهانبخش پازوکی | منوچهر چشم‌آذر   | ۱۳۷۵ |                      |
| مازیار          | آرزوی فردا                            | جهانبخش پازوکی | جهانبخش پازوکی | ناصر چشم‌آذر     | ۱۳۵۴ |                      |
| مازیار          | کبوتر                                 | جهانبخش پازوکی | جهانبخش پازوکی | ناصر چشم‌آذر     | ۱۳۵۵ |                      |
| مازیار          | عزیز                                  | جهانبخش پازوکی | جهانبخش پازوکی | ناصر چشم‌آذر     | ۱۳۵۵ |                      |
| مازیار          | ماهیگیر                               | جهانبخش پازوکی | جهانبخش پازوکی | اریک آرکانت     | ۱۳۵۵ |                      |
| مازیار          | سالار                                 | جهانبخش پازوکی | جهانبخش پازوکی | ناصر چشم‌آذر     | ۱۳۷۳ |                      |
| مازیار          | شوکت بودن                             | جهانبخش پازوکی | جهانبخش پازوکی | ناصر چشم‌آذر     |      |                      |
| مازیار          | پیکره                                 | جهانبخش پازوکی | جهانبخش پازوکی | ناصر چشم‌آذر     |      |                      |
| مازیار          | همسرم                                 | جهانبخش پازوکی | جهانبخش پازوکی | ناصر چشم‌آذر     |      |                      |
| مرتضی           | بابا بزرگ                             | جهانبخش پازوکی | جهانبخش پازوکی | منوچهر چشم‌آذر   |      |                      |
| مرتضی           | محبت                                  | جهانبخش پازوکی | جهانبخش پازوکی | منوچهر چشم‌آذر   |      |                      |
| مرتضی           | گفتم به چشم                           | جهانبخش پازوکی | جهانبخش پازوکی | منوچهر چشم‌آذر   |      |                      |
| معین            | وقتی که تو رفتی                       | جهانبخش پازوکی | جهانبخش پازوکی | جهانبخش پازوکی  | ۱۳۶۲ | سه‌گاه                |
| معین            | دعای شب                               | جهانبخش پازوکی | جهانبخش پازوکی | آندرانیک        | ۱۳۶۵ | همایون               |
| معین            | ساده                                  | جهانبخش پازوکی | جهانبخش پازوکی | لقمان ادهمی     | ۱۳۶۶ | آواز شوشتری          |
| معین            | رسم                                   | جهانبخش پازوکی | جهانبخش پازوکی | لقمان ادهمی     | ۱۳۶۶ |                      |
| معین            | خونه                                  | جهانبخش پازوکی | جهانبخش پازوکی | پیژن مرتضوی     | ۱۳۶۷ |                      |
| معین            | باورم کن                              | جهانبخش پازوکی | جهانبخش پازوکی | منوچهر چشم‌آذر   | ۱۳۶۸ | شور                  |
| معین            | عاشق‌تر از من چه کسی                   | جهانبخش پازوکی | جهانبخش پازوکی | پیژن مرتضوی     | ۱۳۶۸ | سه‌گاه                |
| معین            | وقتی نیستی                            | جهانبخش پازوکی | جهانبخش پازوکی | کاظم عالمی      | ۱۳۶۹ | آواز دشتی            |
| معین            | چه کنم عاشق ایرانم من                 | علیرضا میبدی   | جهانبخش پازوکی | کاظم عالمی      | ۱۳۷۱ | سه‌گاه                |
| معین            | بابا                                  | جهانبخش پازوکی | جهانبخش پازوکی | مهداد زند کریمی | ۱۳۷۳ |                      |
| معین            | نیاز                                  | جهانبخش پازوکی | جهانبخش پازوکی | منوچهر چشم‌آذر   | ۱۳۷۳ | شور                  |
| معین            | سوز دل                                | جهانبخش پازوکی | جهانبخش پازوکی | کاظم عالمی      | ۱۳۷۷ | شور                  |
| منوچهر سخایی    | از تو دل کندن                         | پرویز وکیلی    | جهانبخش پازوکی | محمد ستاری      |      |                      |
| منوچهر سخایی    | کولی                                  | جهانبخش پازوکی | جهانبخش پازوکی | منوچهر چشم‌آذر   |      |                      |
| منوچهر سخایی    | همکلاسا                               | جهانبخش پازوکی | جهانبخش پازوکی | کاظم عالمی      |      |                      |
| منوچهر سخایی    | دلم خوش نیست                          | جهانبخش پازوکی | جهانبخش پازوکی | کاظم عالمی      |      |                      |
| منوچهر سخایی    | صمیمی باش                             | جهانبخش پازوکی | جهانبخش پازوکی | عبدی یمینی      |      |                      |
| مهرداد آسمانی   | عاشق شدن                              | جهانبخش پازوکی | جهانبخش پازوکی | منوچهر چشم‌آذر   |      | بیات اصفهان          |
| مهستی           | من دیگه یار نمی‌خوام                   | جهانبخش پازوکی | جهانبخش پازوکی | جهانبخش پازوکی  | ۱۳۴۹ |                      |
| مهستی           | ترس از جدایی                          | جهانبخش پازوکی | جهانبخش پازوکی | جهانبخش پازوکی  | ۱۳۴۹ |                      |
| مهستی           | بچه نشو ای دل                         | جهانبخش پازوکی | جهانبخش پازوکی | جهانبخش پازوکی  | ۱۳۵۰ |                      |
| مهستی           | خونه تکونی                            | جهانبخش پازوکی | جهانبخش پازوکی | جهانبخش پازوکی  | ۱۳۵۰ |                      |
| مهستی           | وای به حالت                           | جهانبخش پازوکی | جهانبخش پازوکی | جهانبخش پازوکی  | ۱۳۵۰ |                      |
| مهستی           | قسم                                   | جهانبخش پازوکی | جهانبخش پازوکی | جهانبخش پازوکی  | ۱۳۵۱ |                      |
| مهستی           | دعا                                   | جهانبخش پازوکی | جهانبخش پازوکی | جهانبخش پازوکی  | ۱۳۵۱ |                      |
| مهستی           | فریاد                                 | جهانبخش پازوکی | جهانبخش پازوکی | جهانبخش پازوکی  | ۱۳۵۲ |                      |
| مهستی           | حرف آخر را بزن                        | جهانبخش پازوکی | جهانبخش پازوکی | جهانبخش پازوکی  | ۱۳۵۲ |                      |
| مهستی           | جدایی                                 | جهانبخش پازوکی | جهانبخش پازوکی | جهانبخش پازوکی  | ۱۳۵۲ |                      |
| مهستی           | قصه ما                                | جهانبخش پازوکی | جهانبخش پازوکی | جهانبخش پازوکی  | ۱۳۵۲ |                      |
| مهستی           | من چه کنم                             | جهانبخش پازوکی | جهانبخش پازوکی | جهانبخش پازوکی  | ۱۳۵۳ |                      |
| مهستی           | صبر و طاقت                            | جهانبخش پازوکی | جهانبخش پازوکی | مجتبی میرزاده   | ۱۳۵۵ |                      |
| مهستی           | نزن سنگ (قهر)                         | جهانبخش پازوکی | جهانبخش پازوکی | مجتبی میرزاده   | ۱۳۵۵ |                      |
| مهستی           | دو رنگی                               | جهانبخش پازوکی | جهانبخش پازوکی | ناصر چشم‌آذر     | ۱۳۵۶ |                      |
| مهستی           | دلم تنگه                              | جهانبخش پازوکی | جهانبخش پازوکی | ناصر چشم‌آذر     | ۱۳۵۶ |                      |
| مهستی           | قبله گاه                              | جهانبخش پازوکی | جهانبخش پازوکی | ناصر چشم‌آذر     | ۱۳۵۷ |                      |
| مهستی           | هوای یار                              | جهانبخش پازوکی | جهانبخش پازوکی | مجتبی میرزاده   | ۱۳۵۷ |                      |
| مهستی           | اسیر                                  | جهانبخش پازوکی | جهانبخش پازوکی | لقمان ادهمی     | ۱۳۶۶ |                      |
| مهستی           | تازه                                  | جهانبخش پازوکی | جهانبخش پازوکی | لقمان ادهمی     | ۱۳۶۶ |                      |
| مهستی           | محبت                                  | جهانبخش پازوکی | جهانبخش پازوکی | لقمان ادهمی     | ۱۳۶۷ |                      |
| مهستی           | مسافر                                 | جهانبخش پازوکی | جهانبخش پازوکی | کاظم عالمی      | ۱۳۷۰ |                      |
| مهستی           | عزیزم                                 | جهانبخش پازوکی | جهانبخش پازوکی | کاظم عالمی      | ۱۳۷۰ | همایون               |
| مهستی           | سایه عشق                              | جهانبخش پازوکی | جهانبخش پازوکی | کاظم عالمی      | ۱۳۷۰ |                      |
| مهستی           | عشق پاک                               | جهانبخش پازوکی | جهانبخش پازوکی | کاظم عالمی      | ۱۳۷۰ | بیات ترک             |
| مهستی           | آخرین طبیب                            | جهانبخش پازوکی | جهانبخش پازوکی | منوچهر چشم‌آذر   | ۱۳۷۰ |                      |
| مهستی           | قفس                                   | جهانبخش پازوکی | جهانبخش پازوکی | لقمان ادهمی     | ۱۳۷۰ |                      |
| مهستی           | مهمون نوازی                           | جهانبخش پازوکی | جهانبخش پازوکی | منوچهر چشم‌آذر   | ۱۳۷۳ |                      |
| مهستی           | نامه                                  | جهانبخش پازوکی | جهانبخش پازوکی | کاظم عالمی      | ۱۳۷۳ |                      |
| مهستی           | حرفای قشنگ                            | جهانبخش پازوکی | جهانبخش پازوکی | منوچهر چشم‌آذر   | ۱۳۷۳ |                      |
| مهستی           | قدیما                                 | جهانبخش پازوکی | جهانبخش پازوکی | کاظم عالمی      | ۱۳۷۳ |                      |
| مهستی           | سرای محبت                             | کاووس حسن لی   | جهانبخش پازوکی | منوچهر چشم‌آذر   | ۱۳۷۳ |                      |
| مهستی           | دوست من                               | جهانبخش پازوکی | جهانبخش پازوکی | منوچهر چشم‌آذر   | ۱۳۷۳ |                      |
| مهستی           | حقیقت                                 | جهانبخش پازوکی | جهانبخش پازوکی | منوچهر چشم‌آذر   | ۱۳۷۴ | آواز دشتی            |
| مهستی           | بذار من خودم باشم                     | جهانبخش پازوکی | جهانبخش پازوکی | کاظم عالمی      | ۱۳۷۴ |                      |
| مهستی           | قامت عشق                              | جهانبخش پازوکی | جهانبخش پازوکی | منوچهر چشم‌آذر   | ۱۳۷۴ | همایون               |
| مهستی           | کجا رفتی                              | جهانبخش پازوکی | جهانبخش پازوکی | کاظم عالمی      | ۱۳۷۵ |                      |
| مهستی           | غرور شکستنی                           | جهانبخش پازوکی | جهانبخش پازوکی | کاظم عالمی      | ۱۳۷۵ |                      |
| مهستی           | بنشین کنار من                         | جهانبخش پازوکی | جهانبخش پازوکی | کاظم عالمی      | ۱۳۷۵ | شور                  |
| مهستی           | تو میای در نظرم                       | جهانبخش پازوکی | جهانبخش پازوکی | کاظم عالمی      | ۱۳۷۵ |                      |
| مهستی           | مادر                                  | جهانبخش پازوکی | جهانبخش پازوکی | کاظم عالمی      | ۱۳۷۵ | شور                  |
| مهستی           | در بسته                               | جهانبخش پازوکی | جهانبخش پازوکی | کاظم عالمی      | ۱۳۷۶ | بیات ترک             |
| مهستی           | لبخند                                 | جهانبخش پازوکی | جهانبخش پازوکی | منوچهر چشم‌آذر   | ۱۳۷۶ |                      |
| مهستی           | منتظر جوابه                           | جهانبخش پازوکی | جهانبخش پازوکی | منوچهر چشم‌آذر   | ۱۳۸۰ |                      |
| ناهید           | راز                                   | جهانبخش پازوکی | منوچهر چشم‌آذر  | منوچهر چشم‌آذر   |      |                      |
| ناهید دایی جواد | غروب کوهستان                          | جهانبخش پازوکی | سیروس ساغری    | لقمان ادهمی     |      | آواز دشتی            |
| ناهید دایی جواد | آه سینه سوز                           | جهانبخش پازوکی | جهانبخش پازوکی | لقمان ادهمی     |      |                      |
| ناهید دایی جواد | دل بی نصیب                            | جهانبخش پازوکی | جهانبخش پازوکی | لقمان ادهمی     |      |                      |
| ناهید دایی جواد | خطا کردم                              | جهانبخش پازوکی | جهانبخش پازوکی | لقمان ادهمی     |      |                      |
| ویگن            | دلبر                                  | جهانبخش پازوکی | جهانبخش پازوکی | منوچهر چشم‌آذر   |      |                      |
| هایده           | بهار زندگی                            | جهانبخش پازوکی | جهانبخش پازوکی | جهانبخش پازوکی  |      | سه‌گاه                |
| هایده           | آشنایی                                | جهانبخش پازوکی | جهانبخش پازوکی | جهانبخش پازوکی  |      | سه‌گاه                |
| هایده           | سفره عشق                              | جهانبخش پازوکی | جهانبخش پازوکی | جهانبخش پازوکی  |      |                      |
| هایده           | آرزوی فردا                            | جهانبخش پازوکی | جهانبخش پازوکی | جهانبخش پازوکی  |      |                      |
| هایده           | خداحافظ                               | جهانبخش پازوکی | جهانبخش پازوکی | جهانبخش پازوکی  |      | آواز دشتی            |
| هایده           | من خودم رفتنی‌ام                       | جهانبخش پازوکی | جهانبخش پازوکی | جهانبخش پازوکی  |      |                      |
| هایده           | اگه بری نفرین می‌کنم!                  | جهانبخش پازوکی | جهانبخش پازوکی | جهانبخش پازوکی  |      |                      |
| هایده           | شهر آشوب                              | جهانبخش پازوکی | جهانبخش پازوکی | منوچهر چشم‌آذر   | ۱۳۶۶ |                      |
| هایده           | آینه                                  | جهانبخش پازوکی | جهانبخش پازوکی | لقمان ادهمی     | ۱۳۶۶ |                      |
| هایده           | سر به هوا                             | جهانبخش پازوکی | جهانبخش پازوکی | منوچهر چشم‌آذر   | ۱۳۶۷ |                      |
| هایده           | نگو نمیام                             | جهانبخش پازوکی | جهانبخش پازوکی | منوچهر چشم‌آذر   | ۱۳۷۰ | بیات اصفهان          |
| ناهید           | تو را از دست نمیدم                    | جهانبخش پازوکی | جهانبخش پازوکی | کاظم عالمی      |      |                      |
| هوشمند عقیلی    | فردا تو می‌آیی                         | جهانبخش پازوکی | جهانبخش پازوکی | ناصر چشم‌آذر     |      |                      |
| هوشمند عقیلی    | دریا (شن داغ)                         | جهانبخش پازوکی | جهانبخش پازوکی | ناصر چشم‌آذر     |      |                      |
| هوشمند عقیلی    | نوبت توست                             | جهانبخش پازوکی | جهانبخش پازوکی | ناصر چشم‌آذر     |      |                      |
| هوشمند عقیلی    | دیوانه ترم کن                         | جهانبخش پازوکی | جهانبخش پازوکی |                 |      |                      |
| هوشمند عقیلی    | سایه                                  | جهانبخش پازوکی | جهانبخش پازوکی | ناصر چشم‌آذر     | ۱۳۵۹ |                      |
| هوشمند عقیلی    | چراغ خونه بابا                        | سعید طبیبی     | جهانبخش پازوکی | ناصر چشم‌آذر     | ۱۳۵۹ |                      |
| هوشمند عقیلی    | مناجات                                | جهانبخش پازوکی | جهانبخش پازوکی | ناصر چشم‌آذر     | ۱۳۵۹ |                      |
| هوشمند عقیلی    | آرامش                                 | ایرج رزمجو     | جهانبخش پازوکی |                 | ۱۳۶۲ |                      |
| هوشمند عقیلی    | پرواز دوباره                          | جهانبخش پازوکی | جهانبخش پازوکی | لقمان ادهمی     | ۱۳۶۷ |                      |
| هوشمند عقیلی    | چه خبر از ایران                       | جهانبخش پازوکی | جهانبخش پازوکی | کاظم عالمی      | ۱۳۶۹ |                      |
| هوشمند عقیلی    | گل من                                 | جهانبخش پازوکی | جهانبخش پازوکی | منوچهر چشم‌آذر   | ۱۳۶۹ |                      |
| هوشمند عقیلی    | عادت                                  | جهانبخش پازوکی | جهانبخش پازوکی | کاظم عالمی      | ۱۳۶۹ |                      |
| هوشمند عقیلی    | غروب کوهستان                          | جهانبخش پازوکی | جهانبخش پازوکی | ایرج طاهری      | ۱۳۶۹ |                      |
| هوشمند عقیلی    | درو به روم باز کن                     | جهانبخش پازوکی | جهانبخش پازوکی | آرمن آهارونیان  | ۱۳۷۷ |                      |
| هوشمند عقیلی    | خسته                                  | جهانبخش پازوکی | جهانبخش پازوکی | عبدی یمینی      | ۱۳۸۰ |                      |
| هوشمند عقیلی    | ای خدا                                | جهانبخش پازوکی | جهانبخش پازوکی | بیژن پورگل      | ۱۳۸۶ |                      |

## نمونه اشعار
بخشی از ترانه نیاز که با صدای معین منتشر شد.
| نیازو تو خودم کشتم که هرگز تا نشه پشتم  |  | زدم بر چهره‌ام سیلی که هرگز وا نشه مشتم |
| من آن خنجر به پهلویم که دردم را نمی‌گویم |  | به زیر ضربه‌های غم نیفتد خم به ابرویم   |
| مرا اینگونه گر خواهی دلت را آشیانم کن   |  | من آن نشکستنی هستم بیا و امتحانم کن    |